# Ivar Frederick Tidestrøm
Ivar Frederick Tidestrøm  ( * 1864 -1956 ) fue un botánico estadounidense.
Seguiría a Edward L. Greene (1843-1915) de la Universidad de California (Berkeley) a la católica "Universidad de América", donde obtiene su Bachelor Philosophy. Luego de trabajar en el Servicio de Vegetales Industriales del "Ministerio de Agricultura, con Frederick V. Coville (1867-1937), y reemplazará a Greene en esa Oficina básicamente forestal. En 1925 publica “Flora off Utah & Nevada” y luego, en 1941 con la Hna. M. Teresita Kittell (1892-?), "Flora off Arizona & New Mexico City". 
En 1934 se retira del USDA, y pasa a la Universidad Católica, donde donará su herbario de 6.000 especímenes. 
- La abreviatura «Tidestr.» se emplea para indicar a Ivar Frederick Tidestrøm como autoridad en la descripción y clasificación científica de los vegetales.[1]